# Elizabeta Brodić
Elizabeta Brodić (Zagreb, 20. travnja 1995.) je hrvatska kazališna, televizijska i filmska glumica.

## Životopis
Diplomirala je na Akademiji dramske umjetnosti u Zagrebu 2018. godine. Pažnju šire publike pridobila je glavnom ulogom u seriji Drugo ime ljubavi što joj je ujedno bio prvi veliki projekt.

## Filmografija

### Televizijske uloge
- "Drugo ime ljubavi" kao Dolores "Lola" Prpić (2019. – 2020.)
- "Besa" kao Besiana (2018.)
- "Počivali u miru" kao djevojka #2 (2018.)

### Filmske uloge
- "Za ona dobra stara vremena" kao Marta (2018.)
- "Na vodi" kao Marta (2014.)

### Voditeljske uloge
- "Dora" (sa Duškom Ćurlićem i Frankom Batelić) (2022.)

### Sinkronizacija
- "Neparožderi" kao Žiletka (2017.)

## Vanjske poveznice
- Elizabeta Brodić u internetskoj bazi filmova IMDb-u (engl.)